# Darwinscher Dämon
Der darwinsche Dämon (engl. darwinian demon) ist ein Gedankenexperiment. Es soll veranschaulichen, dass Organismen Kompromisse bezüglich ihrer Anpassung an die Umwelt eingehen müssen. Der darwinsche Dämon ist nach Charles Darwin, dem britischen Naturforscher und Begründer der Evolutionstheorie, benannt.

## Beschreibung
Der darwinsche Dämon ist ein idealisierter hypothetischer (weiblicher) Organismus, der alle Parameter seiner Fitness maximiert. Er besitzt eine unendliche Lebenserwartung und unbegrenzte Fruchtbarkeit. Er beginnt unmittelbar nach seiner Geburt mit der Reproduktion. Während seines unendlich langen Lebens hat er eine möglichst hohe Reproduktionsrate mit sehr vielen Nachkommen. Er kann sich unbegrenzt verbreiten und überall und jederzeit Partner für die Paarung finden. Diese Annahmen verstoßen gegen kein physikalisches Gesetz. Wenn alle Ressourcen ohne Beschränkung zur Verfügung stehen würden, so wird argumentiert, müsste der darwinsche Dämon existieren.
Dass ein solches Wesen nicht existiere, zeige, dass für jeden Organismus die Ressourcen limitiert sind. Er muss sich den gegebenen Randbedingungen seiner Umwelt anpassen, um den Fortbestand und Erfolg seiner Art zu sichern. Die vorhandenen Ressourcen (Energie) muss er zwischen seinem eigenen Wachstum, dem Erhalt seiner Grundfunktionen und der Fortpflanzung aufteilen. Dabei ergibt sich ein Problem der Verteilung der knappen Ressourcen (Allokationsproblem). Jeder Organismus muss dieses Allokationsproblem für sich selbst lösen. Nach der Life-history-Theorie (life history theory) werden dazu unterschiedliche Strategien (Lebenszyklusstrategien) verfolgt.
Das Gedankenexperiment und der Begriff darwinscher Dämon stammen aus dem Jahr 1979 von dem Briten Richard Law. Die Bezeichnung wurde von ihm in Analogie zu dem bekannten Maxwellschen Dämon gewählt.

## Weiterführende Literatur
- R. P. Carlsona und R. L. Taffsa: Molecular-level tradeoffs and metabolic adaptation to simultaneous stressors. In: Current Opinion in Biotechnology [im Druck] 2010 doi:10.1016/j.copbio.2010.05.011
- A. Baudisch: How ageing is shaped by trade-offs. (PDF; 215 kB) Max Planck Institute for Demographic Research, Rostock 2009
- J. W. Silvertown: Demons in Eden: The Paradox of Plant Diversity. University of Chicago Press, 2008, ISBN 0-226-75772-2 eingeschränkte Vorschau in der Google-Buchsuche
- C. W. Clark und M. Mangel: Dynamic state variable models in ecology: methods and applications. Oxford University Press, 2000, ISBN 0-195-12266-6 eingeschränkte Vorschau in der Google-Buchsuche
- L. Partridge und P. H. Harvey: The ecological context of the life history evolution. In: Science 241, 1988, S. 1449–1455. PMID 17790040